# زائفة برتقالية
زائفة برتقالية (الاسم العلمي: Pseudomonas aurantiaca) هي نوع من البكتيريا تتبع جنس الزائفة من فصيلة الزوائف.